# Restoration Home
Restoration Home är en brittisk tv-serie från 2011–2013. 
I programmet besöker programledaren Caroline Quentin olika husägare som renoverar gamla hus och vill lära sig mer om dess historia, såväl om de tidigare invånarna som byggnadshistorian. Under programmets gång får man följa restaureringen av huset samtidigt som arkitekturexperten Kieran Long och historikern Kate Williams letar fram uppgifter om byggnaden, exempelvis byggnadsår, vilka som levt där tidigare, hur levnadsvillkoren sett ut och hur byggnaden har förändrats och blivit till den byggnad som står där idag. 

## Säsong 1

### Avsnitt
| Avsnitt | Sändningsdatum | Plats                                                             |
| ------- | -------------- | ----------------------------------------------------------------- |
| 1       | 2011           | St Thomas à Becket Church, Pensford, Somerset                     |
| 2       | 2011           | Nutbourne Common Pumping Station, Nutbourne, Horsham, West Sussex |
| 3       | 2011           | Stoke Hall, Derbyshire                                            |
| 4       | 2011           | Stanwick Hall, Stanwick, Northamptonshire                         |
| 5       | 2011           | Calverton Manor, Calverton, Buckinghamshire                       |
| 6       | 2011           | Big House, Landshipping, Pembrokeshire                            |

## Säsong 2

### Avsnitt
| Avsnitt | Sändningsdatum | Plats                                 |
| ------- | -------------- | ------------------------------------- |
| 1       | 2012           | Coldbrook Farm, Wales                 |
| 2       | 2012           | Sandford House, Skottland             |
| 3       | 2012           | The Elms, Derbyshire                  |
| 4       | 2012           | Old Manor, Saham Toney, Norfolk       |
| 5       | 2012           | One Abbey Lane, Southam, Warwickshire |
| 6       | 2012           | Coulton Mill, Yorkshire               |

## Säsong 3

### Avsnitt
| Avsnitt | Sändningsdatum | Plats                                          |
| ------- | -------------- | ---------------------------------------------- |
| 1       | 2013           | Rock Farm                                      |
| 2       | 2013           | Little Naish                                   |
| 3       | 2013           | Pitkennedy school, Angus, Skottland            |
| 4       | 2013           | Nebo Chapel, Nebo, Hirwaun, Wales              |
| 5       | 2013           | Cassillis House, Ayrshire                      |
| 6       | 2013           | Coltman Street, Hull, East Riding of Yorkshire |
| 7       | 2013           | St Peter's Barn                                |
| 8       | 2013           | Barnhill, Devon                                |